# Granada (kommun i Colombia, Antioquia, lat 6,11, long -75,14)
Granada är en kommun i Colombia.   Den ligger i departementet Antioquía, i den centrala delen av landet, 200 km nordväst om huvudstaden Bogotá. Antalet invånare är 9 789.